# Academia de Artes, Arquitectura y Diseño de Praga
La Academia de Artes, Arquitectura y Diseño (en checo: Vysoká škola uměleckoprůmyslová) es una universidad pública localizada en Praga, capital de la República Checa. La educación que ofrece está orientada hacía las Bellas Artes en general.

## Historia
La academia se fundó en el año 1885 bajo la inspiración del famoso arquitecto alemán Gottfried Semper, siendo la primera escuela de este tipo en territorio checo.
Su biblioteca es famosa, y se dice que ya en los primeros años de la Academia contaba con unos 3 000 libros, 3 000 fotografías y bastantes bocetos, modelos y ejemplos de artes decorativas de la época e históricas.
Su condición de "academia" la consiguió en 1946, para estar en concordancia con una ley que se aprobó. Cuando celebró su centenario en 1985 se adhirió al programa político-cultural del partido comunista, para continuar su "interminable lucha por el progreso", actitud que no ha cambiado desde entonces.

### Estudios de la actualidad
Actualmente cuenta con 24 tipos de estudio agrupados en 5 departamentos.